# Okkurrenz
Der Ausdruck Okkurrenz (von lat. occurrere: „entgegenkommen, begegnen“) bedeutet zunächst schlicht „Vorkommen“ und kann in unterschiedlichen Bedeutungen verwendet werden, beispielsweise für gerade stattfindende Ereignisse oder gerade erlebte geistige Zustände.

## Sprachwissenschaft
In der Sprachwissenschaft bezeichnet man mit Okkurrenz die Häufigkeit, mit der ein bestimmtes sprachliches Element in einem komplexeren sprachlichen Konstrukt zu finden ist. Dies ist ein Kriterium der textuellen Kohärenz. Die Linguisten Robert-Alain de Beaugrande und Wolfgang Ulrich Dressler definierten einen Text als kommunikative Okkurrenz, sofern diese kommunikative Okkurrenz bestimmte Kriterien von Textualität erfüllt.
In der semantischen Textanalyse – beispielsweise algorithmenbasiert – ist die Co-Okkurrenz-Analyse ein mathematischer Ansatz, um zu ermitteln, in welchem semantischen Bezug ein Wort zu anderen Wörtern innerhalb eines Satzteils oder Gesamttextes steht. Durch relative Häufigkeitsverteilungen und Matrixenauswertungen lässt sich somit mathematisch belegen, wie wahrscheinlich ein kontextueller Zusammenhang richtig (Wert = 1) oder falsch (Wert = 0) ist. Ein Beispiel: Das phonologische Wort /arm/ hat in „Lieber arm dran als Arm ab“ eine Okkurrenz von 2; das phonologische Wort /arm/ kommt zweimal vor.